# Scheepvaartkwartier (Rotterdam)
Het Scheepvaartkwartier of Nieuwe Werk is een wijk in Rotterdam gelegen aan de oevers van de Nieuwe Maas. De wijk wordt in het noorden begrensd door de Westzeedijk, in het oosten door Zalmhaven en de Zalmstraat, in het zuiden door de Willemskade de Westerkade en de Parkkade en in het westen door de Parkhaven. De Veerhaven en de nabijgelegen Parklaan met zijn monumentale bouw van rond 1900 vormen het centrum van het Scheepvaartkwartier. Het Calandmonument, dat ingenieur Pieter Caland herdenkt, bevindt zich op de Veerkade. De witte, in bijna koloniale stijl gebouwde, monumentale panden aan de Westerkade (eigenlijk Javastraat en Zeemansstraat), daterend van ca. 1865, behoren tot de mooiste van de wijk.
Het Scheepvaartkwartier is een beschermd stadsgezicht en hierdoor een Rijksmonument. Met 98 van de ruim 500 rijksmonumenten in Rotterdam is het Scheepvaartkwartier een schatkamer van cultureel erfgoed. Het Scheepvaartkwartier maakt deel uit van het buitendijks gelegen stedelijk gebied van Rotterdam.

## Geschiedenis
Het Scheepvaartkwartier werd rond 1840 door de stadsarchitect W.N. Rose ontworpen als planmatig aangelegd stadskwartier. Dit nieuwe stadsdeel werd het Nieuwe Werk genoemd en is vanaf 1848 verkaveld met de Veerhaven als meest beeldbepalend element. Oorspronkelijk lag ook de Westerhaven in dit gebied maar die is in 1910 gedempt. In de wijk vestigden zich aan de Parklaan enkele zeer welgestelde Rotterdammers, zoals kolenhandelaar D.G. van Beuningen en bankier Marten Mees.
Het Scheepvaartkwartier is tijdens het bombardement op Rotterdam in mei 1940 vrijwel gespaard gebleven. Alleen het meest oostelijke blok van de wijk, grenzend aan de Leuvehaven bij het Willemsplein, werd getroffen. Mede door de nog beschikbare huisvesting vormde het Scheepvaartkwartier tijdens de Tweede Wereldoorlog het centrum van de Duitse bezettingmacht in Rotterdam. Aan de Parklaan zaten de Ortskommandant en Feldgendarmerie, aan de Veerhaven de Kriegsmarine, Reichsbahn en Hafenkommandant. De Westzeedijk huisvestte de Sicherheitsdienst. Er was een ziekenhuis (Kriegslazaret), een Duitse middelbare school en een officierscasino. Het huidige Natuurhistorisch Museum was de Rotterdamse basis van de NSDAP, inclusief Hitlerjugend. Aan de kruising ’s Gravendijkwal – Rochussenstraat was 'Brauhaus Monopole' gevestigd, een soort Duitse bierhal in een enorme keet. Sociëteit ‘de Maas’ aan de Veerhaven fungeerde als Wehrmachtheim voor de officieren.

## Beelden
De wijk telt vele gebouwde monumenten, alsmede een groot aantal beelden en gedenktekens, zoals die bij de Veerhaven van Jamin, Van Rijckevorsel, Mees, Van Beuningen, Van Hoboken en Caland. Aan de Westerkade Peter de Grote en Rose, in Het Park Tollens en koningin Wilhelmina en op de Parklaan Willem Schürmann.

## Heden
Eind 20e eeuw vond nieuwbouw plaats en vestigden zich exclusieve restaurants in de wijk. Aan de oostzijde werd de Zalmhaven in 1991 gedempt voor de aanleg van de Erasmusbrug. Om kapitaalkrachtige bewoners weer naar het centrum van Rotterdam te trekken bouwde men bij de oprit naar de Erasmusbrug luxe appartementen aan het Willemsplein en de Willemskade. Het Scheepvaartkwartier behoort nu tot de top 20 van rijkste wijken van Nederland. Restaurants als Parkheuvel (twee Michelinsterren) en Zeezout (één Michelinster) behoren tot de top in Nederland. Het Scheepvaartkwartier telt verder een groot aantal advocatenkantoren.
De zetel van het Bisdom Rotterdam bevindt zich op het Koningin Emmaplein. In het Scheepvaartkwartier bevinden zich twee musea: het Wereldmuseum (Willemskade) en het Belasting & Douane Museum (Parklaan). Aan de Willemskade bevinden zich de aanlegplaatsten van Spido en de Waterbus. Bezienswaardig is ook het gerestaureerde pakhuizencomplex Westelijk Handelsterrein.
Een deel van de wijk is beschermd stadsgezicht, te weten:
- het Park, een 19e-eeuws stadspark
- de Muizenpolder, het restant van het vroegere gebied met lusthoven, met de historische tuin Schoonoord
- het gebied rondom de Veerhaven, ten zuiden van de Parklaan

## Afbeeldingen

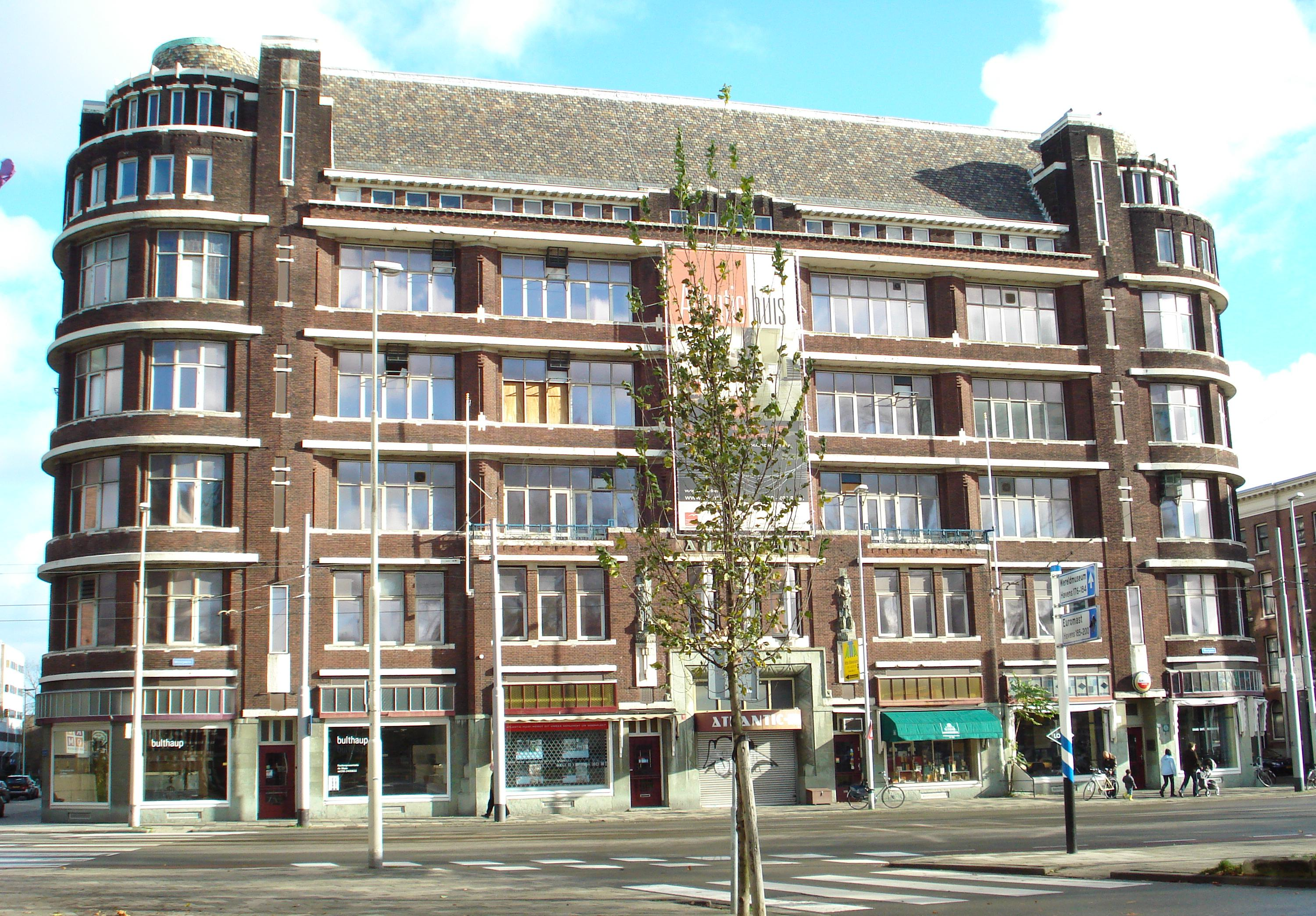
Het Atlantic House op het Westplein
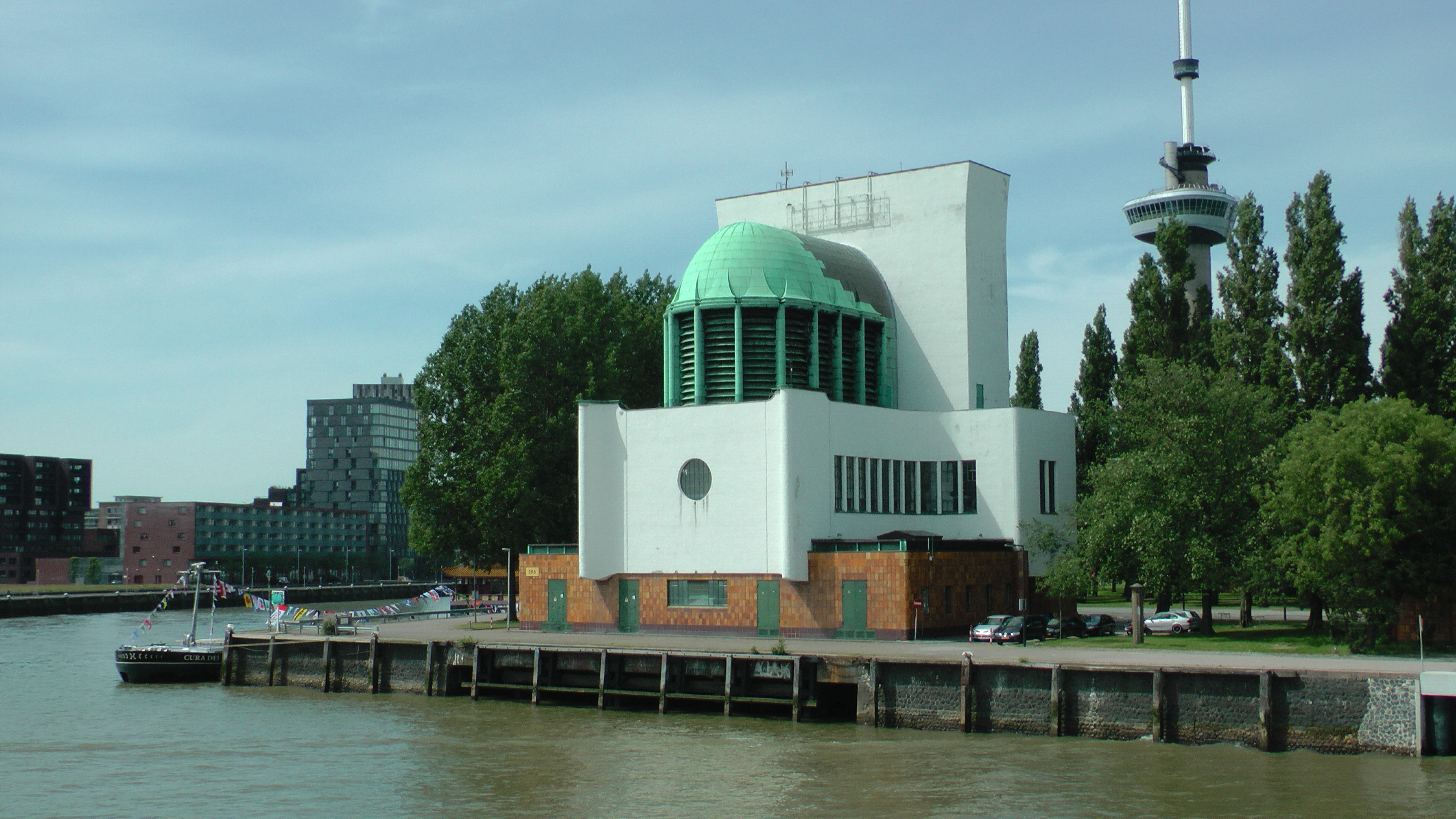
Ventilatiegebouw aan de Parkkade, onderdeel van de Maastunnel. Op de achtergrond de Euromast.
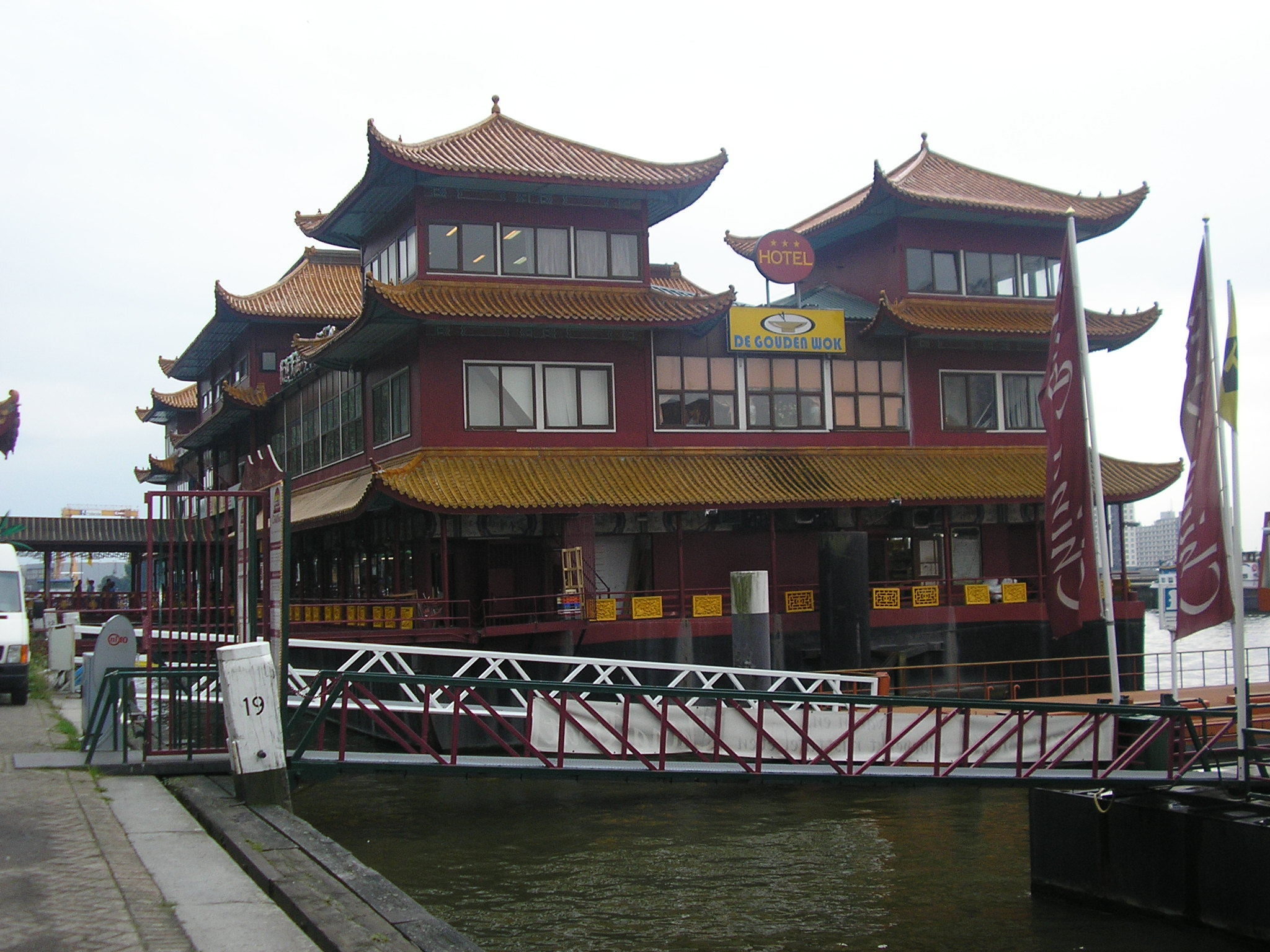
Chinees restaurant, hotel en supermarkt New Ocean Paradise aan de Parkhaven.
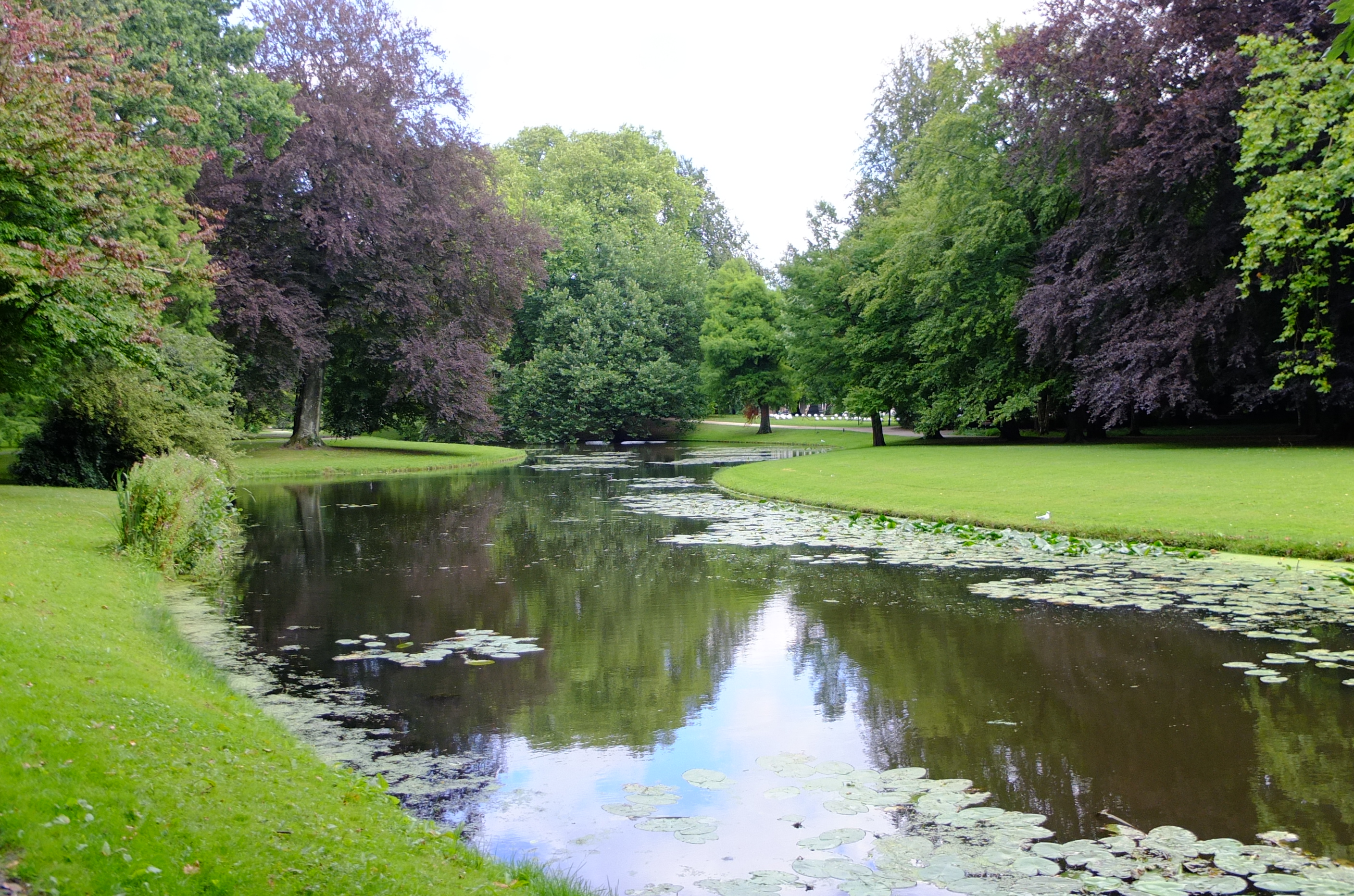
Het Park.
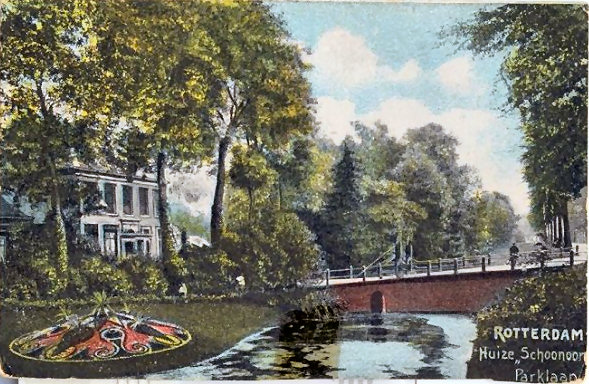
Het voormalig Huize Schoonoord aan de Parklaan. De tuin is sinds 1973 vrij toegankelijk als Park Schoonoord.
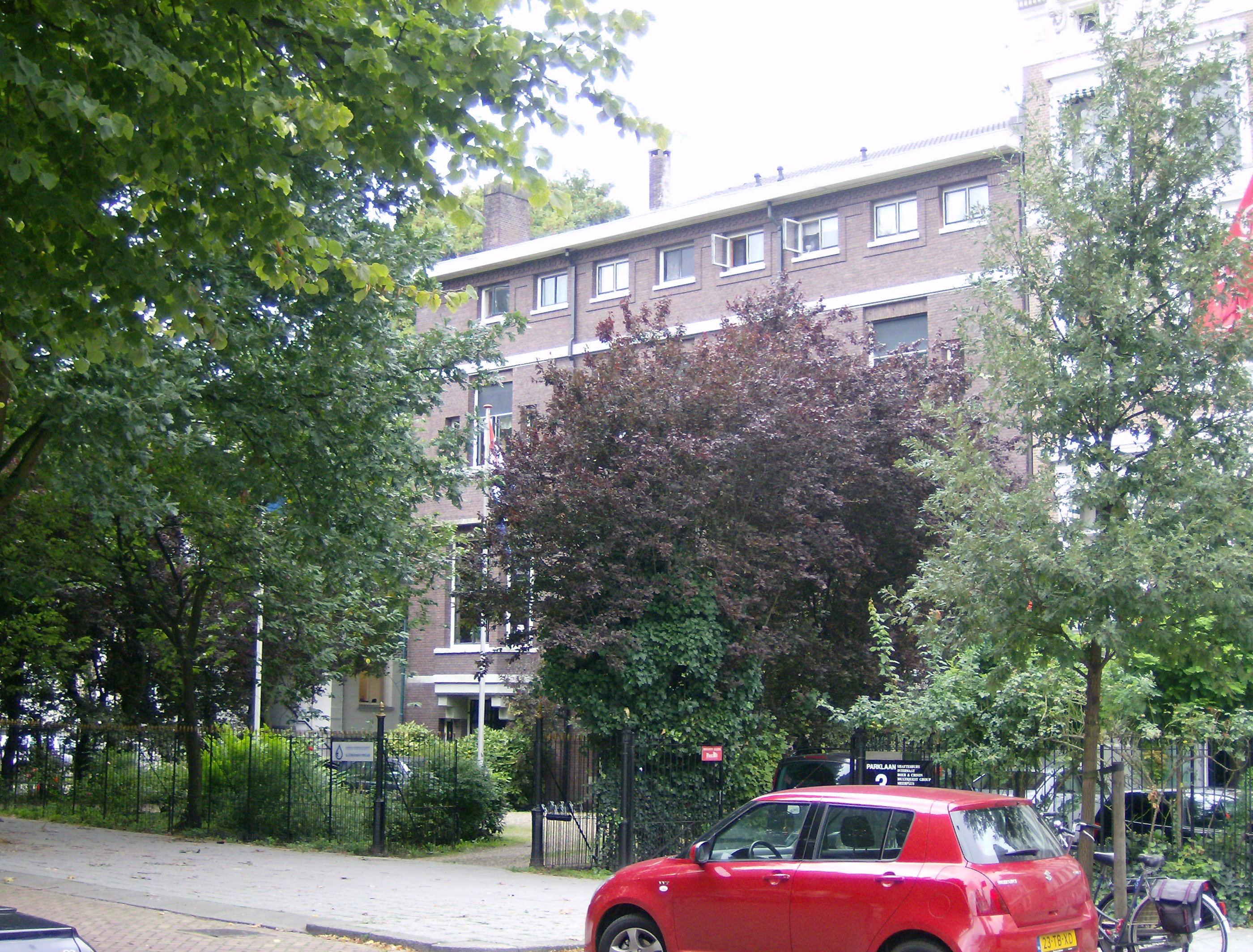
De Zweedse Zeemanskerk aan de Parklaan.
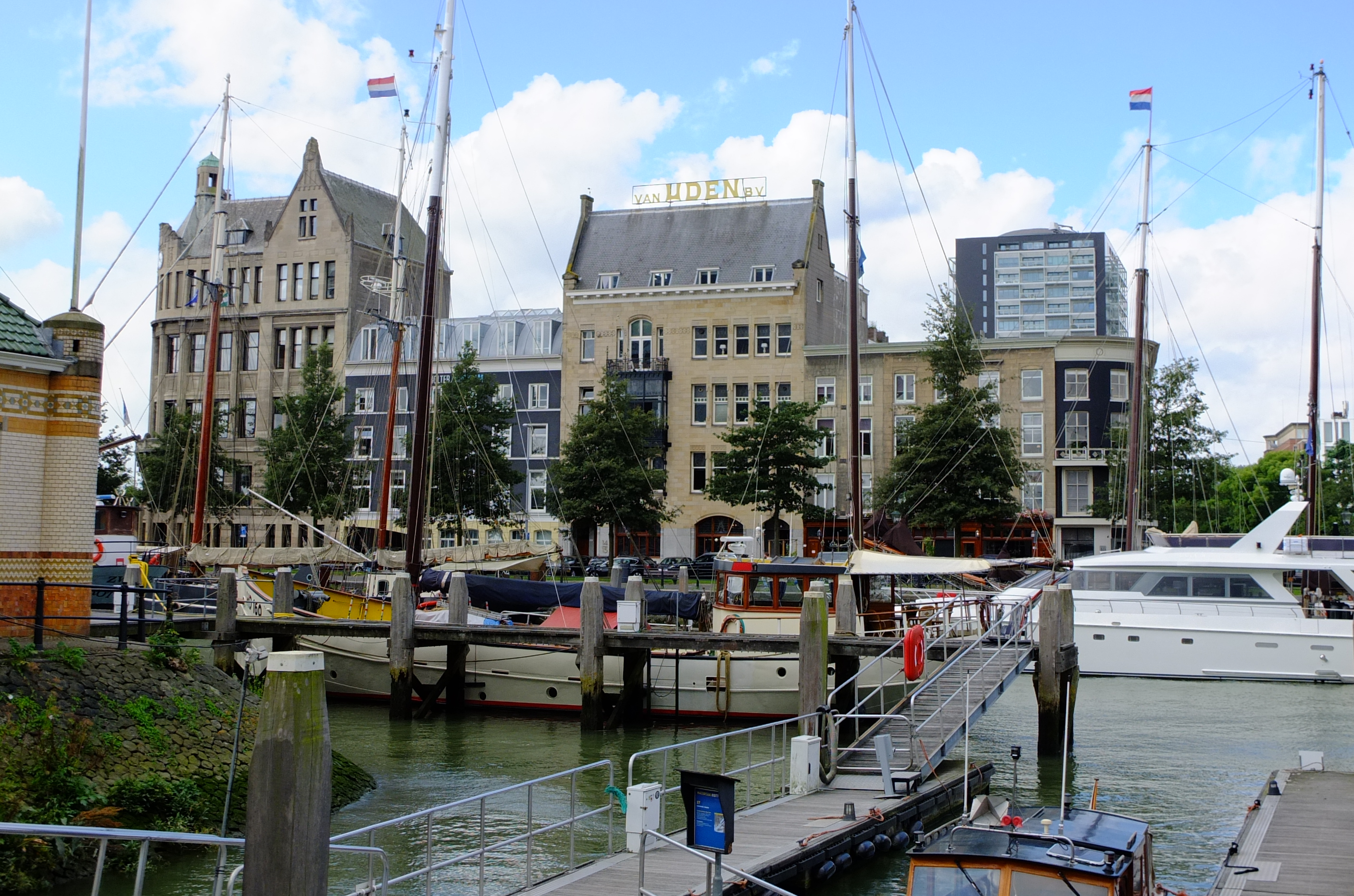
De Veerhaven met op de achtergrond de rijksmonumenten Westerkadehuis(l) en Van Uden(m).

Cool ·
CS-kwartier · 
Dijkzigt ·
Oude Westen ·
Scheepvaartkwartier ·
Stadsdriehoek
Rotterdam Centrum ·
Rotterdam-Noord ·
Rotterdam-Oost ·
Rotterdam-West ·
Rotterdam-Zuid ·
110-Morgen ·
Afrikaanderwijk ·
Agniesebuurt ·
Bergpolder ·
Beverwaard ·
Blijdorp ·
Blijdorpse polder ·
Bloemhof ·
Boomgaardshoek ·
Bospolder-Tussendijken ·
CS-kwartier ·
Carnisserbuurt ·
Cool ·
Crooswijk ·
De Esch ·
De Veranda ·
Delfshaven ·
Delfshaven-Schiemond ·
Dijkzigt ·
Feijenoord ·
Gadering ·
Groenenhagen-Tuinenhoven ·
Groot-IJsselmonde ·
Heijplaat ·
Het Lage Land ·
Hillegersberg ·
Hillesluis ·
Homerusbuurt ·
Hordijkerveld ·
Kandelaar ·
Karl Marxbuurt ·
Katendrecht ·
Kiefhoek ·
Kleinpolder ·
Kleiwegkwartier ·
Kop van Zuid ·
Kralingen ·
Kralingse Veer ·
Kreekhuizen ·
Landzicht ·
Liskwartier ·
Lloydkwartier ·
Lombardijen ·
Meeuwenplaat ·
Middelland ·
Middengebied ·
Millinxbuurt ·
Molenlaankwartier ·
Molièrebuurt ·
Nesselande ·
Nieuw Engeland ·
Nieuw-Mathenesse ·
Nieuwe Westen ·
Nooddorp ·
Noordereiland ·
Ommoord ·
Oosterflank ·
Oud-Charlois ·
Oud-IJsselmonde ·
Oud-Mathenesse ·
Oude Noorden ·
Oude Westen ·
Oudeland ·
Overschie ·
Pendrecht ·
Prinsenland ·
Provenierswijk ·
Reyeroord ·
Rubroek ·
Sagenbuurt ·
Scheepvaartkwartier ·
Schiebroek ·
Schiemond ·
's-Gravenland ·
Smeetsland ·
Spaanse Polder ·
Spangen ·
Sportdorp ·
Stadsdriehoek ·
Struisenburg ·
Tarwewijk ·
Terbregge ·
Tussenwater ·
Varenbuurt ·
Vondelingenplaat ·
Vreewijk ·
Waalhaven ·
Westpunt ·
Wielewaal ·
Witte Dorp ·
Zalmplaat ·
Zenobuurt ·
Zestienhoven ·
Zevenkamp ·
Zomerland ·
Zuidwijk
- Virtual International Authority File: 238120460